# Hank Green
William Henry "Hank" Green (Birmingham (Alabama), 5 mei 1980) is een Amerikaanse muzikant en vlogger, vooral bekend van het YouTubekanaal "VlogBrothers". Hij runt dat kanaal samen met zijn broer John Green. Hank is ook medeoprichter van VidCon. In september 2018 is zijn eerste boek, Een Zeer Opmerkelijk Verschijnsel (An Absolutely Remarkable Thing) uitgekomen.
Hank haalde een bachelor in de biochemie en een master in de milieustudies, waarna hij verhuisde naar Missoula in de Amerikaanse staat Montana.

## VlogBrothers
Op 1 januari 2007 begonnen Hank en zijn broer John het project dat ze Brotherhood 2.0 noemden. Voor dit project werd afgesproken dat zij een jaar lang niet tekstueel met elkaar mochten communiceren, maar slechts door videoblogs met een lengte van maximaal vier minuten, die elke dag door een van de broers geüpload moesten worden. Als een van beide broers zich niet aan deze regels hield, moest deze een straf ondergaan.
Het project eindigde op 31 december 2007, sindsdien worden er op het VlogBrotherskanaal nog een aantal keer per week video's gepost en heeft het meer dan twee miljoen abonnees. Verder hebben Hank en John nog meerdere andere kanalen gestart zoals CrashCourse, SciShow, Scishow space The Lizzie Bennet Diaries, The Brain Scoop, Animal Wonders en Sexplanations. Rond de broers is een groep van gepassioneerde fans ontstaan die zichzelf "Nerdfighters" noemen.

## Muziekcarrière
So Jokes is het eerste studioalbum van Hank Green en werd uitgebracht in 2008. Hij post echter al sinds Brotherhood 2.0 zijn eigen liedjes op het VlogBrotherskanaal. Oorspronkelijk begon dit als een uitdaging om tweewekelijks een nieuw liedje te posten (gekend als "Song Wednesdays"). "Accio Deathly Hallows" is het best gekende lied en gaat over het laatste Harry Potter boek. Dit lied is meer dan anderhalf miljoen keer bekeken en was toen aan te treffen op de startpagina van YouTube.
Na So Jokes heeft Green nog 4 albums uitgebracht: I'm So Bad at This: Live! (2009), This Machine Pwns n00bs (2009), Ellen Hardcastle (2011) en Incongruent (2014). Dit laatste album heeft Green uitgebracht op 7 Mei 2014 met zijn nieuwe groep "Hank Green and the Perfect Strangers".

## Boeken
- An Absolutely Remarkable Thing, 2018. Nederlandse vertaling: Een zeer opmerkelijk verschijnsel.
- A Beautifully Foolish Endeavor, 2020. Nederlandse vertaling: Een mooie vreemde ontdekking.